# أزتلان

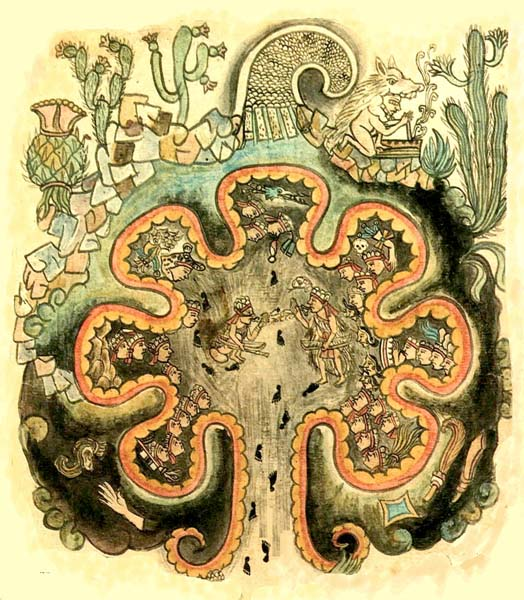
كهوف Chicomoztoc السبعة، من هيستوريا تولتيكا-تشيتشيميكا

أزتلان (بالإنجليزية: Aztlán، ناهواتل: أزتلان) هو الموطن الأسطوري لشعوب الأزتيك. وكلمة أزتيكا تعني «أناسٌ من أزتلان». وهو مصطلح في الناهواتل يُشير إلى وطن أجداد الأزتيك في الشمال. وهو المكان الأسطوري الذي نشأت فيه شعوب الأزتيك. وهو أيضا مكان الخلق غير المحدد.

## الأسطورة
ويبدو أن الأوصاف المختلفة لأزتلان تتناقض مع بعضها البعض. بينما تصف بعض الأساطير أزتلان بأنها جنة، يقول كتاب الأزتيك المخطوط أن الأزتيك كانوا عرضة لنخبة استبدادية تسمى Azteca Chicomoztoca، فهرب الأزتيك، مسترشدين بكاهنهم، وعلى الطريق، منعهم إلههم هويتزيلوبوشتلي من تسمية أنفسهم أزتيكا، وأخبرهم أنه يجب أن يعرفوا باسم مكسيكا. قام علماء القرن التاسع عشر - ولاسيما ألكسندر فون همبولدت ووليام هـ. بريسكوت - بترجمة كلمة أزتيكا، كما هو موضح في مجلد أوبين إلى أزتيك.
يذكر كريستوبال ديل كاستيلو أن البحيرة المحيطة بجزيرة أزتلان كانت تسمى ميتزتلي جابان Metztli Japan أو «بحيرة القمر».